# Капський Анатолій Анатолійович
Анатолій Анатолійович Капський (біл. Анатоль Анатольевіч Капскі, рос. Анатолий Анатольевич Капский; 19 лютого 1966, Дуброва, БРСР — 22 вересня 2018, Мінськ, Білорусь) — білоруський бізнесмен, президент футбольного клубу БАТЕ з моменту заснування і до своєї смерті (1996—2018). За цей час на рахунку БАТЕ було 14 перемог в чемпіонаті Білорусі, три — в Кубку Білорусі і сім — в Суперкубку.

## Біографія
Перші роки життя Анатолія Капського пройшли на Червенщині. Батько Анатолій Никифорович був агрономом, а мати Софія Захарівна — телятницею. У перший клас пішов у Дубровську початкову школу. Незабаром сім'я переїхала в село Демидівка біля Борисова. Починаючи з 4-го класу ходив у Борисові у школу № 1.
У 1987 році закінчив Білоруський державний інститут народного господарства ім. Куйбишева (спеціальність — економіст). У 1987—1990 роках — старший економіст з фінансової роботи на 140-му ремонтному заводі в Борисові. В 1990—1996 роках — заступник директора багатопрофільного борисовського підприємства «Полымя». У 1996—2001 роках — генеральний директор ТОВ «Сталкер». У 2001—2005 роках — заступник директора заводу «БАТЕ». З червня 2005 року — генеральний директор ВАТ «БАТЕ».
У 2005—2007 роках — слухач Академії управління при Президентові Республіки Білорусь (спеціальність — «Державне управління національною економікою»). Отримав кваліфікацію «Фахівець в галузі державного управління».

## Особисте життя
Був одружений, мав четверо дітей,.
У 20 років у Капського діагностували рак, після чого він пройшов безліч курсів хіміотерапії.
В 2013 році Капський три дні знаходився в комі після складної операції на серці.
Помер 22 вересня 2018 року у Мінську у віці 52 років.